# Дубовец (Горња Стубица)
Дубовец је насељено место у саставу општине Горња Стубица у Крапинско-загорској жупанији, Република Хрватска.

## Историја
До територијалне реорганизације у Хрватској налазио се у саставу старе општине Доња Стубица.

## Становништво
На попису становништва 2011. године, Дубовец је имао 328 становника.

## Попис1991.
На попису становништва 1991. године, насељено место Дубовец је имало 444 становника, следећег националног састава:
| Попис 1991.‍ | Попис 1991.‍ | Попис 1991.‍ | Попис 1991.‍ | Попис 1991.‍ |
| ----------- | ----------- | ----------- | ----------- | ----------- |
|             |             |             |             |             |
| Хрвати      | Хрвати      |             | 444         | 100%        |
| укупно: 444 |             |             |             |             |